# Liste der Fahnenträger der Olympischen Sommerspiele 2008
Die Liste der Fahnenträger der Olympischen Spiele 2008 in Peking führt die Fahnenträger sowohl der Eröffnungsfeier, als auch der Schlussfeier auf.
Beim Einmarsch der Nationen zogen Athleten aller teilnehmenden Länder ins Nationalstadion von Peking ein. Bei der Eröffnungsfeier wurden die einzelnen Teams von einem Fahnenträger aus den Reihen ihrer Sportler oder Offiziellen angeführt, der entweder von ihrem jeweiligen Nationalen Olympischen Komitee (NOK) oder von den Athleten selbst bestimmt wurde. Bei der Schlussfeier gingen die Fahnenträger separat vor allen anderen Athleten, die ein gemeinsames Feld bilden, ohne zwischen den Nationalitäten zu unterscheiden.

## Reihenfolge
Der griechischen Mannschaft wurde traditionell der Platz an vorderster Stelle gewährt, ein Sonderstatus, der aus der Ausrichtung der antiken und ersten Spiele der Moderne in Griechenland herrührt. Die Gastgebernation China marschierte unter der chinesischen Fahne zuletzt. Die Athleten der anderen Länder betreten das Stadion in einer nach Zahl und Art der Striche in den chinesischen Schriftzeichen des jeweiligen Landesnamens bestimmten Reihenfolge. Die Festlegung der Reihenfolge nach den Regeln der Sprache des Gastgeberlandes entspricht sowohl der Tradition als auch den Statuten des Internationalen Olympischen Komitees (IOC).

## Liste der Fahnenträger
Nachfolgend führt eine Liste die Fahnenträger der Eröffnungs- und Schlussfeier aller teilnehmenden Nationen auf, sortiert nach der Abfolge ihres Einmarsches. Die Liste ist zudem sortierbar nach ihrem Staatsnamen, nach Mannschaftskürzel, nach Anzahl der Athleten, nach dem Nachnamen des Fahnenträgers und dessen Sportart.

### Nach Nationen
| Abfolge | Nationalmannschaft                 | Kürzel | Athleten | Eröffnungsfeier              | Eröffnungsfeier            | Schlussfeier              | Schlussfeier                                         |
| Abfolge | Nationalmannschaft                 | Kürzel | Athleten | Fahnenträger                 | Sportart                   | Fahnenträger              | Sportart                                             |
| ------- | ---------------------------------- | ------ | -------- | ---------------------------- | -------------------------- | ------------------------- | ---------------------------------------------------- |
| 1       | Griechenland                       | GRE    | 159      | Ilias Iliadis                | Judo                       | Chrysopigi Devetzi        | Leichtathletik                                       |
| 2       | Guinea                             | GUI    | 5        | Fatmata Fofanah              | Leichtathletik             | Mariama Dalanda Barry     | Taekwondo                                            |
| 3       | Guinea-Bissau                      | GBS    | 3        | Augusto Midana               | Ringen                     | Alberto Dias              | Offizieller                                          |
| 4       | Türkei                             | TUR    | 68       | Mehmet Özal                  | Ringen                     | Azize Tanrıkulu           | Taekwondo                                            |
| 5       | Turkmenistan                       | TKM    | 10       | Guwanç Nurmuhammedow         | Judo                       | Volunteer                 | Volunteer                                            |
| 6       | Jemen                              | YEM    | 5        | Mohammed al-Yafaee           | Leichtathletik             | Mohammed al-Boual         | Offizieller                                          |
| 7       | Malediven                          | MDV    | 4        | Aminath Rouya Hussain        | Schwimmen                  | Ali Shareef               | Leichtathletik                                       |
| 8       | Malta                              | MLT    | 6        | Marcon Bezzina               | Judo                       | Ryan Gambin               | Schwimmen                                            |
| 9       | Madagaskar                         | MAD    | 4        | Jean de Dieu Soloniaina      | Boxen                      | Jean de Dieu Soloniaina   | Boxen                                                |
| 10      | Malaysia                           | MAS    | 33       | Mohd Azizulhasni Awang       | Radsport                   | Elizabeth Jimie           | Wasserspringen                                       |
| 11      | Mali                               | MLI    | 17       | Daba Modibo Keïta            | Taekwondo                  | Daba Modibo Keïta         | Taekwondo                                            |
| 12      | Malawi                             | MAW    | 4        | Charlton Nyirenda            | Schwimmen                  | Lucia Chandamale          | Leichtathletik                                       |
| 13      | Nordmazedonien                     | MKD    | 7        | Atanas Nikolovski            | Kanu                       | Atanas Nikolovski         | Kanu                                                 |
| 14      | Marshallinseln                     | MHL    | 5        | Waylon Muller                | Offizieller                | Anju Jason                | Taekwondo                                            |
| 15      | Cayman Islands                     | CAY    | 4        | Ronald Forbes                | Leichtathletik             | Shaune Fraser             | Schwimmen                                            |
| 16      | Bhutan                             | BHU    | 2        | Tashi Peljor                 | Bogenschießen              | Tashi Peljor              | Bogenschießen                                        |
| 17      | Ecuador                            | ECU    | 25       | Alexandra Escobar            | Gewichtheben               | Carlos Góngora            | Boxen                                                |
| 18      | Eritrea                            | ERI    | 9        | Simret Sultan                | Leichtathletik             | Nebiat Habtemariam        | Leichtathletik                                       |
| 19      | Jamaika                            | JAM    | 56       | Veronica Campbell-Brown      | Leichtathletik             | Usain Bolt                | Leichtathletik                                       |
| 20      | Belgien                            | BEL    | 96       | Sébastien Godefroid          | Segeln                     | Tia Hellebaut             | Leichtathletik                                       |
| 21      | Vanuatu                            | VAN    | 3        | Priscila Tommy               | Tischtennis                | Priscila Tommy            | Tischtennis                                          |
| 22      | Israel                             | ISR    | 43       | Michael Kolganow             | Kanu                       | Shahar Zubari             | Segeln                                               |
| 23      | Japan                              | JPN    | 351      | Ai Fukuhara                  | Tischtennis                | Kōsuke Kitajima           | Schwimmen                                            |
| 24      | Chinesisch Taipeh                  | TPE    | 80       | Lai Sheng-jung               | Softball                   | Sung Yu-chi               | Taekwondo                                            |
| 25      | Zentralafrikanische Republik       | CAF    | 3        | Mireille Derebona-Ngaisset   | Leichtathletik             | Béranger Bosse            | Leichtathletik                                       |
| 26      | Hongkong                           | HKG    | 34       | Wong Kam-Po                  | Radsport                   | Law Hiu Fung              | Rudern                                               |
| 27      | Gambia                             | GAM    | 3        | Badou Jack                   | Boxen                      | Badou Jack                | Boxen                                                |
| 28      | Benin                              | BEN    | 3        | Fabienne Feraez              | Leichtathletik             | Fabienne Feraez           | Leichtathletik                                       |
| 29      | Mauritius                          | MRI    | 12       | Stéphan Buckland             | Leichtathletik             | Stéphan Buckland          | Leichtathletik                                       |
| 30      | Mauretanien                        | MTN    | 2        | Souleymane Ould Chebal       | Leichtathletik             | Volunteer                 | Volunteer                                            |
| 31      | Dänemark                           | DEN    | 84       | Joachim B. Olsen             | Leichtathletik             | Lotte Friis               | Schwimmen                                            |
| 32      | Uganda                             | UGA    | 15       | Ronald Serugo                | Boxen                      | Edwin Ekiring             | Badminton                                            |
| 33      | Ukraine                            | UKR    | 254      | Jana Klotschkowa             | Schwimmen                  | Wassyl Lomatschenko       | Boxen                                                |
| 34      | Uruguay                            | URU    | 12       | Alejandro Foglia             | Segeln                     | Alejandro Foglia          | Segeln                                               |
| 35      | Usbekistan                         | UZB    | 58       | Dilshod Mahmudov             | Boxen                      | Artur Taymazov            | Ringen                                               |
| 36      | Barbados                           | BAR    | 6        | Bradley Ally                 | Schwimmen                  | Ryan Brathwaite           | Leichtathletik                                       |
| 37      | Papua-Neuguinea                    | PNG    | 7        | Ryan Pini                    | Schwimmen                  | Dika Toua                 | Gewichtheben                                         |
| 38      | Brasilien                          | BRA    | 277      | Robert Scheidt               | Segeln                     | Maurren Maggi             | Leichtathletik                                       |
| 39      | Paraguay                           | PAR    | 5        | Víctor Fatecha               | Leichtathletik             | Víctor Fatecha            | Leichtathletik                                       |
| 40      | Bahrain                            | BRN    | 15       | Ruqaya al-Ghasara            | Leichtathletik             | Ruqaya al-Ghasara         | Leichtathletik                                       |
| 41      | Bahamas                            | BHS    | 19       | Debbie Ferguson-McKenzie     | Leichtathletik             | Leevan Sands              | Leichtathletik                                       |
| 42      | Panama                             | PAN    | 3        | Jesika Jiménez               | Fechten                    | Volunteer                 | Volunteer                                            |
| 43      | Pakistan                           | PAK    | 21       | Zeeshan Ashraf               | Hockey                     | Zeeshan Ashraf            | Hockey                                               |
| 44      | Palästina                          | PLE    | 4        | Nader Al-Massri              | Leichtathletik             | Volunteer                 | Volunteer                                            |
| 45      | Kuba                               | CUB    | 149      | Mijaín López                 | Ringen                     | Leonel Suárez             | Leichtathletik                                       |
| 46      | Burkina Faso                       | BUR    | 2        | Aïssata Soulama              | Leichtathletik             | Idrissa Sanou             | Leichtathletik                                       |
| 47      | Burundi                            | BDI    | 3        | Francine Niyonizigiye        | Leichtathletik             | Francine Niyonizigiye     | Leichtathletik                                       |
| 48      | Osttimor                           | TLS    | 2        | Mariana Dias Ximenes         | Leichtathletik             | Mariana Dias Ximenes      | Leichtathletik                                       |
| 49      | Katar                              | QAT    | 22       | Nasser Al-Attiyah            | Schießen                   | Khâleel al-Jabir          | Chef de Mission                                      |
| 50      | Ruanda                             | RWA    | 4        | Pamela Girimbabazi           | Schwimmen                  | Pamela Girimbabazi        | Schwimmen                                            |
| 51      | Luxemburg                          | LUX    | 12       | Raphaël Stacchiotti          | Schwimmen                  | Sascha Palgen             | Turnen                                               |
| 52      | Tschad                             | CHA    | 2        | Hinikissia Albertine Ndikert | Leichtathletik             | Volunteer                 | Volunteer                                            |
| 53      | Belarus                            | BLR    | 181      | Alexander Romankow           | Fechten                    | Andrej Aramnau            | Gewichtheben                                         |
| 54      | Indien                             | IND    | 57       | Rajyavardhan Singh Rathore   | Schießen                   | Vijender Kumar            | Boxen                                                |
| 55      | Indonesien                         | INA    | 24       | I Gusti Made Oka Sulaksana   | Segeln                     | Afiat Budiman             | Offizieller                                          |
| 56      | Litauen                            | LTU    | 71       | Šarūnas Jasikevičius         | Basketball                 | Gintarė Volungevičiūtė    | Segeln                                               |
| 57      | Niger                              | NIG    | 5        | Mohamed Alhousseini          | Schwimmen                  | Amada Sidiyane            | Offizieller (Trainer)                                |
| 58      | Nigeria                            | NGA    | 33       | Bose Kaffo                   | Tischtennis                | Bose Kaffo                | Tischtennis                                          |
| 59      | Nicaragua                          | NCA    | 6        | Alexis Argüello              | Offizieller                | Volunteer                 | Volunteer                                            |
| 60      | Nepal                              | NEP    | 8        | Deepak Bista                 | Ringen                     | Deepak Bista              | Ringen                                               |
| 61      | Ghana                              | GHA    | 9        | Vida Anim                    | Leichtathletik             | Vida Anim                 | Leichtathletik                                       |
| 62      | Kanada                             | CAN    | 332      | Adam van Koeverden           | Kanu                       | Karen Cockburn            | Turnen                                               |
| 63      | Gabun                              | GAB    | 4        | Mélanie Engoang              | Judo                       | Wilfried Bingangoye       | Leichtathletik                                       |
| 64      | San Marino                         | SMR    | 4        | Daniela Del Din              | Schießen                   | Emanuele Nicolini         | Schwimmen                                            |
| 65      | St. Vincent und die Grenadinen     | VIN    | 2        | Kineke Alexander             | Leichtathletik             | Kineke Alexander          | Leichtathletik                                       |
| 66      | St. Lucia                          | LCA    | 6        | Levern Spencer               | Leichtathletik             | Levern Spencer            | Leichtathletik                                       |
| 67      | São Tomé und Príncipe              | STP    | 3        | Celma Bonfim                 | Leichtathletik             | NOC Assistent             | NOC Assistent                                        |
| 68      | St. Kitts und Nevis                | SKN    | 4        | Virgil Hodge                 | Leichtathletik             | Virgil Hodge              | Leichtathletik                                       |
| 69      | Guyana                             | GUY    | 5        | Niall Roberts                | Schwimmen                  | Aliann Pompey             | Leichtathletik                                       |
| 70      | Dschibuti                          | DJI    | 2        | Salah Houssein Ahmed         | Offizieller                | Moussa Engueh Fardouza    | Trainer                                              |
| 71      | Kirgisistan                        | KGZ    | 21       | Talant Dschanagulow          | Judo                       | Basar Basargurujew        | Ringen                                               |
| 72      | Laos                               | LAO    | 4        | Souksavanh Tonsacktheva      | Leichtathletik             | Volunteer                 | Volunteer                                            |
| 73      | Armenien                           | ARM    | 25       | Albert Asarjan               | Offizieller                | Harutjun Jenokjan         | Ringen                                               |
| 74      | Spanien                            | ESP    | 286      | David Cal                    | Kanu                       | Joan Llaneras             | Radsport                                             |
| 75      | Bermuda                            | BER    | 6        | Jillian Terceira             | Reiten                     | Kiera Aitken              | Schwimmen                                            |
| 76      | Liechtenstein                      | LIE    | 2        | Marcel Tschopp               | Leichtathletik             | Oliver Geissmann          | Schießen                                             |
| 77      | Republik Kongo                     | CGO    | 3        | Pamela Mouele-Mboussi        | Leichtathletik             | Pamela Mouele-Mboussi     | Leichtathletik                                       |
| 78      | Demokratische Republik Kongo       | COD    | 5        | Franka Magali                | Leichtathletik             | Éric Kibanza              | Judo                                                 |
| 79      | Irak                               | IRQ    | 4        | Hamzah Jebur                 | Rudern                     | Hamzah Jebur              | Rudern                                               |
| 80      | Iran                               | IRI    | 55       | Homa Hosseini                | Rudern                     | Asghar Rahimi Hosseinieh  | NOK Offizieller (Taekwondo)                          |
| 81      | Guatemala                          | GUA    | 12       | Kevin Cordón                 | Badminton                  | Rita Sanz-Agero           | Moderner Fünfkampf                                   |
| 82      | Ungarn                             | HUN    | 171      | Zoltán Kammerer              | Kanu                       | Attila Vajda              | Kanu                                                 |
| 83      | Dominikanische Republik            | DOM    | 25       | Félix Díaz                   | Boxen                      | Félix Sánchez             | Leichtathletik                                       |
| 84      | Dominica                           | DMA    | 2        | Jérôme Romain                | Offizieller                | Erison Hurtault           | Leichtathletik                                       |
| 85      | Togo                               | TOG    | 3        | Benjamin Boukpeti            | Kanu                       | Lidi Bessi-Kama           | Mannschaftsarzt                                      |
| 86      | Island                             | ISL    | 28       | Örn Arnarson                 | Schwimmen                  | Sigfús Sigurðsson         | Handball                                             |
| 87      | Guam                               | GUM    | 6        | Ricardo Blas junior          | Judo                       | Maria Dunn                | Ringen                                               |
| 88      | Angola                             | ANG    | 32       | João N’Tyamba                | Leichtathletik             | Filomena Trindade         | Handball                                             |
| 89      | Antigua und Barbuda                | ANT    | 5        | James Grayman                | Leichtathletik             | Cliff Williams            | Chef de Mission, Präsident nationaler Radfahrverband |
| 90      | Andorra                            | AND    | 5        | Montserrat García            | Kanu                       | Daniel García González    | Judo                                                 |
| 91      | Tonga                              | TGA    | 3        | ʻAna Poʻuhila                | Leichtathletik             | Maamaloa Lolohea          | Gewichtheben                                         |
| 92      | Jordanien                          | JOR    | 7        | Zaina Schaban                | Tischtennis                | Nadin Dawani              | Taekwondo                                            |
| 93      | Äquatorialguinea                   | GEQ    | 3        | Emilia Mikue Ondo            | Leichtathletik             | Emilia Mikue Ondo         | Leichtathletik                                       |
| 94      | Finnland                           | FIN    | 58       | Juha Hirvi                   | Schießen                   | Tero Pitkämäki            | Leichtathletik                                       |
| 95      | Kroatien                           | CRO    | 105      | Ivano Balić                  | Handball                   | Tamara Boroš              | Tischtennis                                          |
| 96      | Sudan                              | SUD    | 8        | Abubaker Kaki                | Leichtathletik             | Abubaker Kaki             | Leichtathletik                                       |
| 97      | Suriname                           | SUR    | 4        | Anthony Nesty                | Offizieller                | Jurgen Themen             | Leichtathletik                                       |
| 98      | Libyen                             | LBA    | 7        | Mohammad Ben Salah           | Judo                       | Mohammad Ben Salah        | Judo                                                 |
| 99      | Liberia                            | LBR    | 3        | Jangy Addy                   | Leichtathletik             | Volunteer                 | Volunteer                                            |
| 100     | Belize                             | BIZ    | 3        | Jonathan Williams            | Leichtathletik             | Tricia Flores             | Leichtathletik                                       |
| 101     | Kap Verde                          | CPV    | 3        | Wania Monteiro               | Rhythmische Sportgymnastik | Nelson Cruz               | Leichtathletik                                       |
| 102     | Cookinseln                         | COK    | 4        | Sam Pera Junior              | Gewichtheben               | Tereapii Tapoki           | Leichtathletik                                       |
| 103     | Saudi-Arabien                      | KSA    | 15       | Mohamed Salman al-Khuwalidi  | Leichtathletik             | Saad Shaddad al-Asmari    | Leichtathletik (ehemaliger Teilnehmer)               |
| 104     | Algerien                           | ALG    | 62       | Salim Iles                   | Schwimmen                  | Abdelhafid Benchabla      | Boxen                                                |
| 105     | Albanien                           | ALB    | 11       | Sahit Prizreni               | Ringen                     | Sahit Prizreni            | Ringen                                               |
| 106     | Vereinigte Arabische Emirate       | UAE    | 8        | Maitha Al Maktum             | Taekwondo                  | Omar Jouma al-Salfa       | Leichtathletik                                       |
| 107     | Argentinien                        | ARG    | 137      | Emanuel Ginóbili             | Basketball                 | Juan Curuchet             | Radsport                                             |
| 108     | Oman                               | OMA    | 5        | Dadallah al-Bulushi          | Schießen                   | Mansoor al-Tauqi          | Offizieller                                          |
| 109     | Aruba                              | ARU    | 2        | Fiderd Vis                   | Judo                       | Jan Roodzant              | Schwimmen                                            |
| 110     | Afghanistan                        | AFG    | 4        | Nesar Ahmad Bahave           | Taekwondo                  | Rohullah Nikpai           | Taekwondo                                            |
| 111     | Aserbaidschan                      | AZE    | 39       | Fərid Mansurov               | Ringen                     | Şahin İmranov             | Boxen                                                |
| 112     | Namibia                            | NAM    | 9        | Mannie Heymans               | Radsport                   | Mannie Heymans            | Radsport                                             |
| 113     | Tansania                           | TAN    | 1        | Fabiano Joseph               | Leichtathletik             | Fabiano Joseph            | Leichtathletik                                       |
| 114     | Lettland                           | LVA    | 50       | Vadims Vasiļevskis           | Leichtathletik             | Māris Štrombergs          | Radsport                                             |
| 115     | Großbritannien                     | GBR    | 312      | Mark Foster                  | Schwimmen                  | Chris Hoy                 | Radsport                                             |
| 116     | Britische Jungferninseln           | IVB    | 2        | Tahesia Harrigan             | Leichtathletik             | Tahesia Harrigan          | Leichtathletik                                       |
| 117     | Kenia                              | KEN    | 56       | Grace Kwamboka Momanyi       | Leichtathletik             | Wilfred Bungei            | Leichtathletik                                       |
| 118     | Rumänien                           | ROU    | 102      | Valeria Beșe                 | Handball                   | Georgeta Andrunache       | Rudern                                               |
| 119     | Palau                              | PLW    | 6        | Elgin Elwais                 | Ringen                     | Amber Yobech              | Schwimmen                                            |
| 120     | Tuvalu                             | TUV    | 3        | Logona Esau                  | Gewichtheben               | Okilani Tinilau           | Leichtathletik                                       |
| 121     | Venezuela                          | VEN    | 109      | María Soto                   | Softball                   | Dalia Contreras           | Taekwondo                                            |
| 122     | Salomonen                          | SOL    | 3        | Wendy Hale                   | Gewichtheben               | Pauline Kwalea            | Leichtathletik                                       |
| 123     | Frankreich                         | FRA    | 323      | Tony Estanguet               | Kanu                       | Tony Estanguet            | Kanu                                                 |
| 124     | Polen                              | POL    | 268      | Marek Twardowski             | Kanu                       | Tomasz Majewski           | Leichtathletik                                       |
| 125     | Puerto Rico                        | PUR    | 22       | McWilliams Arroyo            | Boxen                      | McWilliams Arroyo         | Boxen                                                |
| 126     | Bosnien und Herzegowina            | BIH    | 5        | Amel Mekić                   | Judo                       | Amel Mekić                | Judo                                                 |
| 127     | Bangladesch                        | BGD    | 5        | Mohammed Rana                | Schwimmen                  | Nahar Beauty              | Leichtathletik                                       |
| 128     | Bolivien                           | BOL    | 6        | César Menacho                | Schießen                   | Fadrique Iglesias         | Leichtathletik                                       |
| 129     | Norwegen                           | NOR    | 84       | Ruth Kasirye                 | Gewichtheben               | Gro Hammerseng            | Handball                                             |
| 130     | Südafrika                          | RSA    | 136      | Natalie du Toit              | Schwimmen                  | Sifiso Nhlapo             | Radsport                                             |
| 131     | Kambodscha                         | CAM    | 4        | Hem Bunting                  | Leichtathletik             | Hem Bunting               | Leichtathletik                                       |
| 132     | Kasachstan                         | KAZ    | 132      | Baqyt Achmetow               | Gewichtheben               | Jerkebulan Schynalijew    | Boxen                                                |
| 133     | Kuwait                             | KUW    | 6        | Abdullah al-Rashidi          | Schießen                   | Mohammad al-Azemi         | Leichtathletik                                       |
| 134     | Elfenbeinküste                     | CIV    | 20       | Amandine Allou Affoué        | Leichtathletik             | N’Guessan Sebastien Konan | Taekwondo                                            |
| 135     | Komoren                            | COM    | 3        | Feta Ahamada                 | Leichtathletik             | Youssouf Mhadjou          | Leichtathletik                                       |
| 136     | Bulgarien                          | BUL    | 72       | Petar Stojtschew             | Schwimmen                  | Matei Kasiski             | Volleyball                                           |
| 137     | Russland                           | RUS    | 467      | Andrei Kirilenko             | Basketball                 | Andrei Silnow             | Leichtathletik                                       |
| 138     | Syrien                             | SYR    | 8        | Ahed Joughili                | Gewichtheben               | Kenan Zaheraldeen         | Offizieller                                          |
| 139     | Vereinigte Staaten                 | USA    | 596      | Lopez Lomong                 | Leichtathletik             | Khatuna Lorig             | Bogenschießen                                        |
| 140     | Amerikanische Jungferninseln       | ISV    | 5        | Josh Laban                   | Schwimmen                  | John Jackson              | Boxen                                                |
| 141     | Amerikanisch-Samoa                 | ASA    | 5        | Silulu Aʻetonu               | Judo                       | Shanahan Sanitoa          | Leichtathletik                                       |
| 142     | Honduras                           | HON    | 25       | Miguel Ferrera               | Taekwondo                  | Miguel Ferrera            | Taekwondo                                            |
| 143     | Simbabwe                           | ZIM    | 13       | Brian Dzingai                | Leichtathletik             | Kirsty Coventry           | Schwimmen                                            |
| 144     | Tunesien                           | TUN    | 32       | Anis Chedly                  | Judo                       | Volunteer                 | Volunteer                                            |
| 145     | Thailand                           | THA    | 51       | Worapoj Petchkoom            | Boxen                      | Somjit Jongjohor          | Boxen                                                |
| 146     | Ägypten                            | EGY    | 103      | Karam Ibrahim                | Ringen                     | Amro El-Geziry            | Moderner Fünfkampf                                   |
| 147     | Äthiopien                          | ETH    | 22       | Mirtus Yefter                | Trainer                    | Kenenisa Bekele           | Leichtathletik                                       |
| 148     | Lesotho                            | LES    | 4        | Tsotang Maine                | Leichtathletik             | Emanuel Thabiso Nketu     | Boxen                                                |
| 149     | Mosambik                           | MOZ    | 5        | Kurt Couto                   | Leichtathletik             | Chakyl Camal              | Schwimmen                                            |
| 150     | Niederlande                        | NED    | 245      | Jeroen Delmee                | Hockey                     | Maarten van der Weijden   | Schwimmen (Freiwasser)                               |
| 151     | Niederländische Antillen           | AHO    | 3        | Churandy Martina             | Leichtathletik             | Churandy Martina          | Leichtathletik                                       |
| 152     | Grenada                            | GRN    | 9        | Alleyne Francique            | Leichtathletik             | Neisha Bernard-Thomas     | Leichtathletik                                       |
| 153     | Georgien                           | GEO    | 35       | Ramas Nosadse                | Ringen                     | Rewas Mindoraschwili      | Ringen                                               |
| 154     | Somalia                            | SOM    | 2        | Duran Farah                  | Offizieller                | Khadija Adan Dahir        | Leichtathletik (Offizieller)                         |
| 155     | Kolumbien                          | COL    | 64       | María Luisa Calle            | Radsport                   | Juan Urán                 | Wasserspringen                                       |
| 156     | Costa Rica                         | CRC    | 8        | Allan Segura                 | Leichtathletik             | Allan Segura              | Leichtathletik                                       |
| 157     | Trinidad und Tobago                | TRI    | 30       | George Bovell                | Schwimmen                  | Richard Thompson          | Leichtathletik                                       |
| 158     | Peru                               | PER    | 12       | Sixto Barrera                | Ringen                     | Peter López               | Leichtathletik                                       |
| 159     | Irland                             | IRL    | 54       | Ciara Peelo                  | Segeln                     | Kenneth Egan              | Boxen                                                |
| 160     | Estland                            | EST    | 47       | Martin Padar                 | Judo                       | Gerd Kanter               | Leichtathletik                                       |
| 161     | Haiti                              | HAI    | 10       | Joel Brutus                  | Judo                       | Dodeley Orelus            | Offizieller                                          |
| 162     | Tschechien                         | CZE    | 134      | Štěpánka Hilgertová          | Kanu                       | Věra Cechlová             | Leichtathletik                                       |
| 163     | Kiribati                           | KIR    | 2        | David Katoatau               | Gewichtheben               | Birimaka Tekanene         | NOK-Präsident                                        |
| 164     | Philippinen                        | PHI    | 15       | Manny Pacquiao               | Offizieller                | Miguel Molina             | Schwimmen                                            |
| 165     | El Salvador                        | ESA    | 11       | Eva Dimas                    | Gewichtheben               | Eva Dimas                 | Gewichtheben                                         |
| 166     | Samoa                              | SAM    | 6        | Ele Opeloge                  | Gewichtheben               | Aunese Curreen            | Leichtathletik                                       |
| 167     | Föderierte Staaten von Mikronesien | FSM    | 15       | Manuel Minginfel             | Gewichtheben               | Debra Daniel              | Schwimmen                                            |
| 168     | Tadschikistan                      | TJK    | 13       | Dilschod Nasarow             | Leichtathletik             | Jussuf Abdussalomow       | Ringen                                               |
| 169     | Vietnam                            | VIE    | 21       | Nguyễn Đình Cương            | Leichtathletik             | Nguyễn Văn Hùng           | Taekwondo                                            |
| 170     | Botswana                           | BOT    | 12       | Samantha Paxinos             | Schwimmen                  | Khumiso Ikgopoleng        | Boxen                                                |
| 171     | Sri Lanka                          | SRI    | 8        | Susanthika Jayasinghe        | Leichtathletik             | Susanthika Jayasinghe     | Leichtathletik                                       |
| 172     | Swasiland                          | SWZ    | 5        | Temalangeni Dlamini          | Leichtathletik             | Luke Hall                 | Schwimmen                                            |
| 173     | Slowenien                          | SLO    | 62       | Urška Žolnir                 | Judo                       | Špela Ponomarenko         | Kanu                                                 |
| 174     | Slowakei                           | SVK    | 57       | Elena Kaliská                | Kanu                       | Michal Riszdorfer         | Kanu                                                 |
| 175     | Portugal                           | POR    | 77       | Nélson Évora                 | Leichtathletik             | Vanessa Fernandes         | Triathlon                                            |
| 176     | Südkorea                           | KOR    | 267      | Jang Sung-ho                 | Judo                       | Jang Mi-ran               | Gewichtheben                                         |
| 177     | Fidschi                            | FIJ    | 6        | Makelesi Bulikiobo           | Leichtathletik             | Carl Probert              | Schwimmen                                            |
| 178     | Kamerun                            | CMR    | 33       | Franck Martial Moussima      | Judo                       | Volunteer                 | Volunteer                                            |
| 179     | Montenegro                         | MNE    | 31       | Veljko Uskoković             | Wasserball                 | Veljko Uskoković          | Wasserball                                           |
| 180     | Nordkorea                          | PRK    | 63       | Pang Mun-Il                  | Offizieller                | Pak Hyon-suk              | Gewichtheben                                         |
| 181     | Chile                              | CHI    | 27       | Fernando González            | Tennis                     | Soraya Jadué              | Rudern                                               |
| 182     | Österreich                         | AUT    | 72       | Hans-Peter Steinacher        | Segeln                     | Ludwig Paischer           | Judo                                                 |
| 183     | Myanmar                            | MYA    | 6        | Phone Myint Tayzar           | Kanu                       | Volunteer                 | Volunteer                                            |
| 184     | Schweiz                            | SUI    | 84       | Roger Federer                | Tennis                     | Sergei Aschwanden         | Judo                                                 |
| 185     | Schweden                           | SWE    | 133      | Christian Olsson             | Leichtathletik             | Jörgen Persson            | Tischtennis                                          |
| 186     | Nauru                              | NRU    | 1        | Itte Detenamo                | Gewichtheben               | Itte Detenamo             | Gewichtheben                                         |
| 187     | Mongolei                           | MGL    | 29       | Machgalyn Bajardschawchlan   | Judo                       | Enchbatyn Badar-Uugan     | Boxen                                                |
| 188     | Singapur                           | SGP    | 25       | Li Jia Wei                   | Tischtennis                | Li Jia Wei                | Tischtennis                                          |
| 189     | Neuseeland                         | NZL    | 182      | Mahé Drysdale                | Rudern                     | Georgina Evers-Swindell   | Rudern                                               |
| 189     | Neuseeland                         | NZL    | 182      | Mahé Drysdale                | Rudern                     | Caroline Evers-Swindell   | Rudern                                               |
| 190     | Italien                            | ITA    | 344      | Antonio Rossi                | Kanu                       | Clemente Russo            | Boxen                                                |
| 191     | Senegal                            | SEN    | 12       | Bineta Diedhiou              | Taekwondo                  | Bineta Diedhiou           | Taekwondo                                            |
| 192     | Serbien                            | SRB    | 92       | Jasna Šekarić                | Schießen                   | Saša Starović             | Volleyball                                           |
| 193     | Seychellen                         | SEY    | 8        | Georgie Cupidon              | Badminton                  | Tony Lespoir              | Kanu                                                 |
| 194     | Sierra Leone                       | SLE    | 3        | Solomon Bayoh                | Leichtathletik             | Michaela Kargbo           | Leichtathletik                                       |
| 195     | Zypern                             | CYP    | 17       | Georgios Achilleos           | Schießen                   | Andri Eleftheriou         | Schießen                                             |
| 196     | Mexiko                             | MEX    | 85       | Paola Espinosa               | Wasserspringen             | Tatiana Ortiz             | Wasserspringen                                       |
| 197     | Libanon                            | LIB    | 5        | Ziad Richa                   | Schießen                   | Volunteer                 | Volunteer                                            |
| 198     | Deutschland                        | GER    | 463      | Dirk Nowitzki                | Basketball                 | Katrin Wagner-Augustin    | Kanu                                                 |
| 199     | Moldau                             | MDA    | 31       | Nicolai Ceban                | Ringen                     | Nicolai Ceban             | Ringen                                               |
| 200     | Monaco                             | MON    | 5        | Mathias Raymond              | Rudern                     | Volunteer                 | Volunteer                                            |
| 201     | Marokko                            | MAR    | 57       | Abdelkader Kada              | Offizieller                | Volunteer                 | Volunteer                                            |
| 202     | Australien                         | AUS    | 433      | James Tomkins                | Rudern                     | Stephanie Rice            | Schwimmen                                            |
| 203     | Sambia                             | ZAM    | 8        | Hastings Bwalya              | Boxen                      | Racheal Nachula           | Leichtathletik                                       |
| 204     | Volksrepublik China                | CHN    | 639      | Yao Ming                     | Basketball                 | Zhang Ning                | Badminton                                            |